# Chico Brenes
Chico Brenes (Nicaragua, 1976) è uno skater nicaraguense.

## Biografia
Chico è nato nel 1976 nello stato del Nicaragua. Nel 1985 si trasferì negli Stati Uniti, dove scoprì la passione per lo skateboard nel 1988 dopo aver osservato degli amici pattinare e fare skateboard.
Chico iniziò a farsi notare grazie alla diffusione di una cassetta che lo riprendeva fare skateboard prodotta da lui stesso, riuscendo ad attirare l'attenzione di vari produttori come la 8Ball e la Real Skateboarding.
La svolta più grande che lo fece diventare professionista fu l'ingresso nella World Industries Team insieme a Daewon Song, Daniel Castillo, Shilo Greathouse e Jovontae Turner, divenendo di fatto il suo primo sponsor da professionista apparendo nel video Love Child.
Nel 1997, apparve per la prima volta sulla copertina "Trasher Magazine" dove fu fotografato mentre eseguiva un Backside Tailslide.
Nel 2011 Il suo sponsor, DVS Shoes, produsse un modello a suo nome denominato Cinco De Mayo. Sempre nel 2011, tramite un'intervista con un altro skater, nacque il "ChicoFlip", in pratica un Nollie Backside Heelflip.

## Videografia
Fra i più noti filmati di Skate di Chico Brenes, si contano:
- il video di debutto Love Child (1992) della World Industries,
- Girl: Yeah Right! (2003) insieme ad Eric Koston e Mike Carroll,
- Hot Chocolate (2004) prodotto con il suo sponsor della tavola da skate Chocolate,
- Dvs Skate Moore (2005) insieme a Steve Berra, Daewon Song e Kerry Getz,
- DVS & LRG: Chico Brenes "THEN" Collection (2009) e il seguito "NOW" Collection (2009),
- Girl/Chocolate: Pretty Sweet (2012).